# Phlogacanthus pauciflorus
Phlogacanthus pauciflorus är en akantusväxtart som beskrevs av Imlay. Phlogacanthus pauciflorus ingår i släktet Phlogacanthus och familjen akantusväxter. Inga underarter finns listade i Catalogue of Life.